# 이미르 엔터테인먼트
이미르 엔터테인먼트(Ymir Entertainment)는 대한민국의 온라인 게임 개발사이자 게임 배급사이다. 1999년 11월 주식회사로 설립되었다. 주요 제품은 메틴, 메틴2이다. 2011년 2월 26일 웹젠에서 이미르 엔터터테인먼트의 지분을 모두 인수하여 웹젠의 자회사가 되었다
현재 메틴2는 독일, 폴란드, 터키, 아랍에미레이트 등을 포함한 전 세계 26개국에서 서비스되고 있으며 특히 유럽지역에서는 월간 접속자가 7백만을 기록하는등 유럽시장에 진출한 온라인 게임 중 가장 큰 성공을 거둔 게임으로 평가받고 있다.

## 제작한 게임
- 메틴
- 메틴2